# Laura Bartlett
Laura Bartlett (Glasgow, Escocia, 22 de junio de 1988) es una exjugadora británica de hockey sobre césped.

## Trayectoria
Bartlett tuvo su debut olímpico en Pekín 2008. En Londres 2012 llegó hasta las semifinales, pero perdió ante Argentina. En el partido por el tercer puesto derrotó a Nueva Zelanda y obtuvo la medalla de bronce.